# Marie Goldman
Pour les articles homonymes, voir Goldman.
Marie Clare Goldman est une personnalité politique libérale-démocrate britannique. Elle est députée de la circonscription de Chelmsford depuis 2024.

## Biographie
Marie Goldman est la vice-présidente du conseil municipal de Chelmsford et est élue au conseil lors des élections municipales de 2019 et 2023 pour la circonscription de Moulsham and Central,. Elle est membre du conseil du comté d'Essex pour la division de Chelmsford Central depuis l'élection du conseil de 2021.
Marie Goldman est choisie par les libéraux-démocrates pour se présenter aux élections générales de 2019 dans la circonscription de Chelmsford, perdant face à la députée conservatrice sortante, Vicky Ford.
En mars 2023, Marie Goldman est réélue au conseil pour Chelmsford. Elle remporte l'élection générale de 2024, battant Ford avec 4 753 voix de plus. Marie Goldman est la première députée non conservatrice à représenter Chelmsford depuis Ernest Millington (en), qui a été battu lors des élections générales de 1950,.

### Vie personnelle
Marie Goldman dirige une petite entreprise de construction à Chelmsford avec son mari, Simon Goldman, qui est également conseiller municipal de Chelmsford,.